# Jorge Alfaro
Jorge Mario Alfaro Buelvas (Sincelejo, 11 de junio de 1993) es un beisbolista profesional colombiano, que juega como Receptor y Primera base. Es el primer jugador del departamento de Sucre en llegar a las Grandes Ligas (MLB).

## Carrera en la MLB

### Rangers de Texas (Ligas Menores)
Firmó con los Texas Rangers como agente libre. Antes de la temporada 2013 fue clasificado por MLB.com como el 88.º mejor prospecto en el béisbol. Después de la temporada de 2013 jugó en la Liga de Otoño de Arizona.
En el 2014 entre Clase A Avanzada y Doble A jugó 121 partidos con promedio al bate de .261 que incluyen 127 hits entre ellos 17 cuadrangulares y 87 impulsadas.

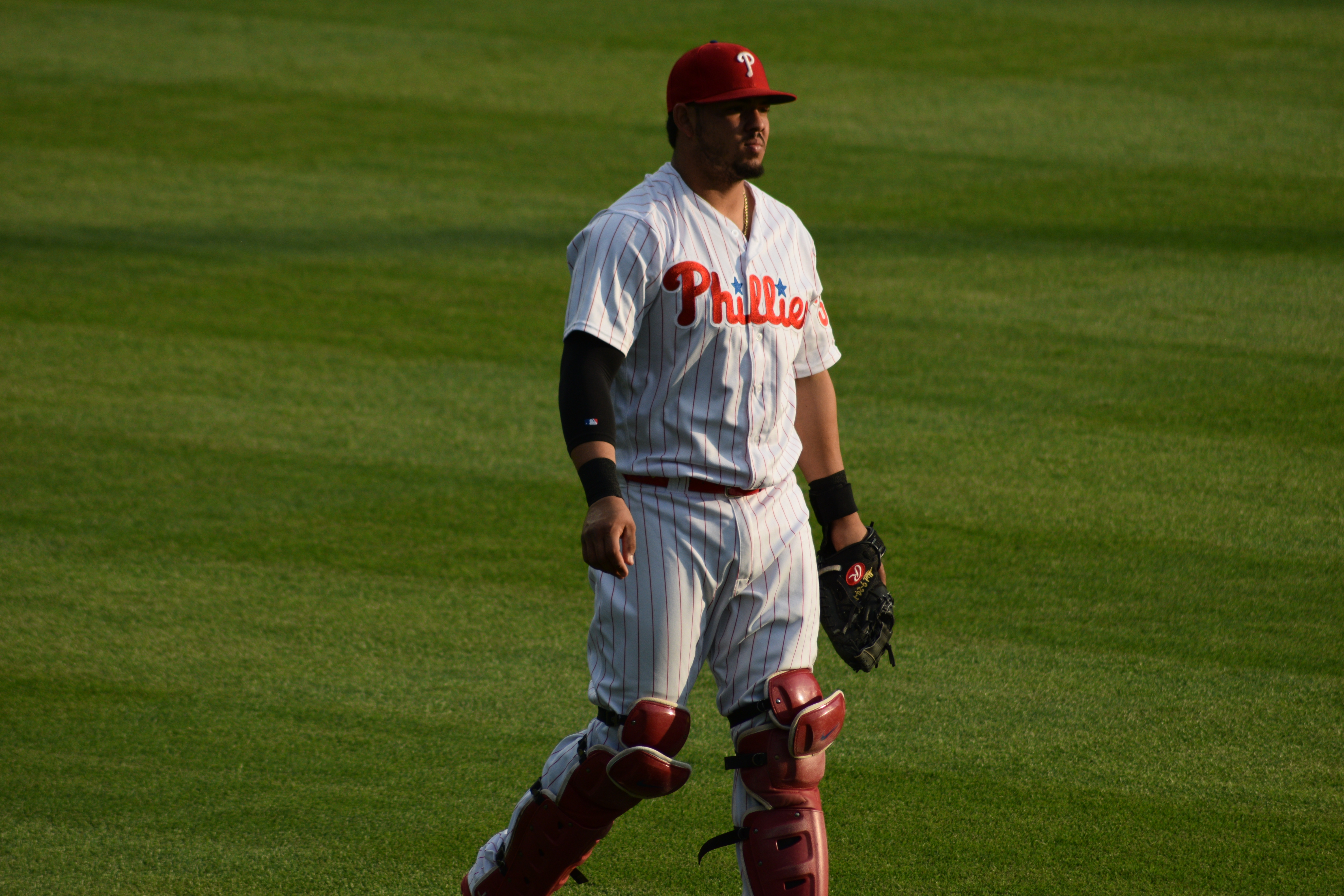
Jorge Alfaro con Phillies de Philadelphia.

El 20 de noviembre de 2014, los Rangers agregaron a Alfaro a su lista de 40 hombres para protegerlo de ser seleccionado en la Regla 5.
El 31 de julio de 2015, los Rangers intercambiaron a Alfaro, Nick Williams, Matt Harrison, Jake Thompson, Alec Asher y Jerad Eickhoff a Philadelphia Phillies por Cole Hamels y Jake Diekman.

### Phillies de Philadelphia
Fue promovido a Ligas Mayores el 26 de agosto de 2016. Fue devuelto a la Doble-A para el Reading Fightin Phils al día siguiente, sin embargo fue llamado nuevamente el 11 de septiembre después de que terminar la temporada con Reading.
Debuta el 12 de septiembre, termina jugando en total seis partidos.
En el 2017 ve acción en 29 juegos, termina con promedio ofensivo de .318 con cinco cuadrangulares y 14 impulsadas.
Para la temporada 2018 se convierte en uno de los titulares en la receptoría, actúa en 108 juego con promedio al bate de .262 con 10 jonrones y 37 impulsadas.

### Marlins de Miami
El 7 de febrero de 2019 es cambiado a Marlins de Miami junto con Will Stewart (menores) y Sixto Sanchez por dinero y J.T. Realmuto.
Alfaro rápidamente se adueña de la posición, juega 130 partidos con promedio al bate de .262 con 18 jonrones y 57 impulsadas.
Por la pandemia del Covid-19, la temporada 2020 es recortada a solamente 60 juegos. Actúa en 31 juegos, por primera vez juega la postemporada pero en la Serie Divisional son barridos por los Bravos de Atlanta en tres juegos.

### Padres de San Diego
San Diego adquiere al sincelejano a los Marlins por dinero o un jugador que sería nombrado más adelante.
Alfaro estableció récord de walk-off para los Padres con cinco.

### Medias Rojas de Boston (Ligas Menores)
Alfaro acuerda con los Boston Red Sox con un contrato de liga menor que incluye invitación al spring training. Boston deja en libertad a Alfaro el 3 de junio. En Triple A con el equipo Worcester Red Sox bateó para .320 con 22 anotadas, 56 hits, 6 cuadrangulares y 30 impulsadas.

### Rockies de Colorado
Colorado firma al receptor el 10 de junio y lo asigna a la sucursal Triple A al equipo Albuquerque Isotopes.
El 15 de junio es ascendido al primer equipo en el inicio de la serie ante los Bravos en Atlanta. Alfaro es puesto en asignación el 30 de junio por Colorado.

### Medias Rojas de Boston
Boston vuelve a firmar a Alfaro el 6 de julio de 2023. Tras solo estar en ocho juegos Alfaro es puesto en asignación.

### Marlins de Miami (Ligas Menores)
Alfaro firma contrato de liga de menor con los Marlins el 15 de agosto de 2023.

### Cachorros de Chicago (spring training)
Cachorros firma Alfaro con contrato de liga menor con invitación al spring training para el 2024.
Alfaro es liberado por el equipo.

### Cerveceros de Milwaukee
Cerveceros acuerdan con Alfaro.

## Números usados en l[15]as Grandes Ligas
- 38 Philadelphia Phillies (2016-2018)
- 38 Miami Marlins (2019-2021)
- 38 San Diego Padres (2022)
- 38 Colorado Rockies (2023)
- 38 Boston Red Sox (2023)

## Estadísticas de bateo en Grandes Ligas
Actuación en las cinco temporadas en las Grandes Ligas.
| Año   | Equipo                | Liga | Juegos | VB   | C   | Hits | HR | CI  | BA   |
| ----- | --------------------- | ---- | ------ | ---- | --- | ---- | -- | --- | ---- |
| 2016  | Philadelphia Phillies | NL   | 6      | 16   | 0   | 2    | 0  | 0   | .125 |
| 2017  | Philadelphia Phillies | NL   | 29     | 107  | 12  | 34   | 5  | 14  | .318 |
| 2018  | Philadelphia Phillies | NL   | 108    | 344  | 35  | 90   | 10 | 37  | .262 |
| 2019  | Miami Marlins         | NL   | 130    | 431  | 44  | 113  | 18 | 57  | .262 |
| 2020  | Miami Marlins         | NL   | 31     | 93   | 12  | 21   | 3  | 16  | .226 |
| 2021  | Miami Marlins         | NL   | 92     | 295  | 22  | 72   | 4  | 30  | .244 |
| 2022  | San Diego Padres      | NL   | 82     | 256  | 25  | 63   | 7  | 40  | .246 |
| 2023  | Colorado Rockies      | NL   | 10     | 31   | 2   | 5    | 1  | 4   | .161 |
| 2023  | Boston Red Sox        | AL   | 8      | 17   | 0   | 2    | 0  | 0   | .118 |
| TOTAL |                       |      | 496    | 1590 | 152 | 402  | 48 | 198 | .253 |

## Ligas Invernales
Equipos en los que ha jugado en las diferentes Ligas Invernales.
Alfaro fue seleccionado Jugador Mas Valioso de la final de la temporada 2022-23 en la Liga de Béisbol Profesional de la República Dominicana con Tigres del Licey ante Estrellas Orientales.
| Equipo                 | Liga                                                   | País                               | Temporada                 |
| ---------------------- | ------------------------------------------------------ | ---------------------------------- | ------------------------- |
| Leones de Ponce        | Liga de Béisbol Profesional Roberto Clemente           | Bandera de Puerto Rico             | 2012-13                   |
| Tiburones de La Guaira | Liga Venezolana de Béisbol Profesional                 | Bandera de Venezuela               | 2015-16, 2016-17          |
| Toros de Sincelejo     | Liga Profesional de Béisbol Colombiano                 | Bandera de Colombia                | 2013-14, 2017-18, 2018-19 |
| Tigres del Licey       | Liga de Béisbol Profesional de la República Dominicana | Bandera de la República Dominicana | 2022-23                   |
| Tigres del Licey       | Liga de Béisbol Profesional de la República Dominicana | Bandera de la República Dominicana | 2023-24                   |
| Tigres del Licey       | Liga de Beisbol Profesional de la Republica Dominicana | Bandera de la República Dominicana | 2024-25                   |

## Estadísticas de bateo en Colombia
| Año     | Equipo             | Liga | VB | C  | Hits | HR | CI | BA   | BR |
| ------- | ------------------ | ---- | -- | -- | ---- | -- | -- | ---- | -- |
| 2013/14 | Toros de Sincelejo | LCBP | 30 | 10 | 11   | 1  | 5  | .367 | 1  |
| 2017/18 | Toros de Sincelejo | LCBP |    |    |      |    | 25 |      |    |
| 2018/19 | Toros de Sincelejo | LCBP | 39 | 9  | 11   | 2  | 6  | .282 | 0  |
| TOTAL   |                    |      | 69 | 19 | 22   | 1  | 36 | .318 | 1  |

## Logros
- Liga Colombiana de Béisbol Profesional:
  - Subampeón (3): 2013/14 con Toros de Sincelejo

- Béisbol en los Juegos Bolivarianos:
  -  Medalla de oro: 2017